# Округ Хантингтон (Индијана)
Округ Хантингтон (енгл. Huntington County) је округ у америчкој савезној држави Индијана.

## Демографија
По попису из 2010. године број становника је 37.124, што је 951 (-2,5%) становника мање 2000. године.
| Група             | 2000.          | 2010.          |
| Белци             | 37.156 (97,6%) | 35.692 (96,1%) |
| Афроамериканци    | 69 (0,2%)      | 160 (0,4%)     |
| Азијати           | 118 (0,3%)     | 167 (0,4%)     |
| Хиспаноамериканци | 363 (1,0%)     | 631 (1,7%)     |
| Укупно            | 38.075         | 37.124         |